# Humbertwaterval
De Humbertwaterval is een 40 meter hoge waterval in Madagaskar, gelegen in de regio Sava in het district Sambava.
De waterval behoort tot het Nationaal park Marojejy en ligt op 4,3 kilometer afstand van de ingang van het park.